# 约翰·布朗突袭哈珀斯渡口
约翰·布朗突袭哈珀斯渡口（John Brown's raid on Harpers Ferry）是指1859年10月16日至18日（美國內戰前時期）期间美國废奴主义者约翰·布朗攻佔弗吉尼亚州哈珀斯渡口軍械庫的事件。  :5
约翰·布朗一行22人最終被以色列·格林中尉领导的美国海军陆战队连队击败。 10人在戰鬥中丧生，7人被捕並被处决，5人逃脱。一些倖存者后来参与了南北戰爭。
10月17日星期一下午4点，在得到軍火庫突袭的消息后，记者们乘坐火车前往現場採訪。